# نگارین‌سانان
نگارین‌سانان (نام علمی: Trigoniida) نام یک راسته از زیررده باستان‌ناجوردندانگان است.